# 昆明滑蜥
昆明滑蜥（学名：Scincella barbouri）为石龙子科滑蜥属的爬行动物，仅分布于中国大陆云南省中部地区。该物种的模式产地在云南昆明。

## 形态特征
昆明滑蜥全长124（48mm+76mm）mm。左右前额鳞仅相接触；眶上鳞4枚；上唇鳞7枚，第1枚在鼻鳞下方，第4－6枚在眼下；下唇鳞7枚，第7枚最小；耳孔与眼大小相若；鼓膜深陷；颈鳞一般为4对，呈左3枚或4枚，右4枚或3枚分布；躯干中段环体一周有鳞片26或28（正模）行；背鳞较体侧鳞片稍大，背中线一纵行有鳞片约70枚。液浸标本呈灰褐色，暗褐色的背侧纵纹自吻端经鼻孔、眼、越耳孔上方沿体侧延伸至尾末，此纵纹上缘镶以细白边，背侧纵纹之间的背面及腹面灰白色区域散有略排成纵行的深褐色小点，在体侧及四肢的点斑则排列不规则。

## 保护
本种于2023年被收录入《有重要生态、科学、社会价值的陆生野生动物名录》。